# Куйбышевгидрострой
Куйбышевгидрострой (КГС) — советская строительная организация, созданная первоначально для строительства Жигулёвской ГЭС, впоследствии и города Тольятти.

## История
В 1948—1950 была разработана программа строительства и модернизации гидротехнических сооружений в СССР, известная как «Великие стройки коммунизма». В рамках реализации данной программы было принято Постановление Совета Министров СССР от 21 августа 1950 «О строительстве Куйбышевской гидроэлектростанции на реке Волге» в котором было указано о создании строительной организации «Куйбышевгидрострой», ответственной за строительство Куйбышевской гидроэлектростанции на Волге.
Предприятие награждено орденами Ленина и Трудового Красного Знамени.
В тольяттинской школе № 16, которой присвоено имя одного из руководителей КГС — Николая Семизорова, более двадцати лет существует музей истории «Куйбышевгидростроя».

## Возведенные объекты
За создание Волжской ГЭС Куйбышевгидрострой в августе 1958 года был награждён орденом Ленина, а город Ставрополь узнал первых своих героев. 25 наиболее отличившимся строителям и монтажникам было присвоено звание Героя Социалистического Труда. Руководил строительством ГЭС основатель КГС Иван Васильевич Комзин.
Другими крупными объектами, возведёнными КГС, являлись:
- завод синтетического каучука,
- «Волгоцеммаш»,
- электротехнический завод,
- «ТольяттиАзот»,
- Тольяттинская ТЭЦ,
- Оренбургский завод комплектных распределительных устройств,
- кирпичный завод,
- речной порт,
- аэропорт «Курумоч».
- АвтоВАЗ

При выборе места под строительство нового автозавода в 1960-е годы одним из ключевых факторов являлось наличие свободных строительных мощностей КГС. «Куйбышевгидрострой» имел возможность проводить объём работ на сумму 75 миллионов рублей в год. За 16 предшествующих лет своего существования (с 1950 по 1966 годы) КГС выполнил строительно-монтажных работ на 1 миллиард 349 миллионов рублей.
Однако для строительства автозавода требовались за 4 года освоить объём в полтора раза больше. Для этого КГС дополнительно создал 8 трестов с годовой программой по 25-40 миллионов рублей, а также трест «Автозаводстрой» с программой в 90 миллионов рублей.
За сооружение ВАЗа имени 50-летия СССР в 1973 году «Куйбышевгидрострой» награждён орденом Трудового Красного Знамени.

## Интересный факт
3 ноября 1977 года на Центральной площади г. Тольятти был установлен закладной камень — глыба серого гранита — под монумент «Слава труду». Право заложить монумент было предоставлено строителям «Куйбышевгидростроя» — Героям Социалистического Труда И. М. Ефремову, Г. В. Робустову, Л. С. Сиверской и Заслуженному строителю СССР — З. П. Ковалевой. Надпись на граните гласила: «Здесь будет сооружен монумент „Слава труду“, в честь строителей Ордена Ленина и Ордена Трудового Красного Знамени Куйбышевгидростроя». Точную дату установления монумента тогда не определили. Камень простоял почти 30 лет, сам став при этом своеобразным памятником. В начале 2000-х годов памятный знак перенесли в расположенный рядом городской парк и открыли 10 августа 2006 года как монумент «Слава труду».

## Известные люди
Многие рабочие предприятия были удостоены звания Героя Социалистического Труда.
Заместитель начальника КГС Е. Л. Новиков удостоен почётного звания лауреата Государственной премии за строительство Автозаводского района города Тольятти.
Депутатами Верховного Совета СССР избирались бригадир Валентина Савинова, каменщица Надежда Щурина и плиточница Раиса Бобкова. Трижды депутатом Верховного Совета РСФСР был избирали начальника «Куйбышевгидростроя» Н. Ф. Семизорова.
Герои Социалистического Труда:
- Александров, Александр Петрович — начальник управления строительства Правого берега,
- Бутаев, Пётр Матвеевич — машинист экскаватора СУМР-1 управления механизации,
- Досаев, Пётр Алексеевич — бульдозерист СМУ Левого берега,
- Евец, Михаил Юрьевич — экскаваторщик СМУ Правого берега,
- Ефремов, Иван Никитович — бригадир каменщиков СУ-42 «Химэнергострой»,
- Зенков, Николай Трофимович — бригадир комплексной бригады СУ-12 «Автозаводстрой»,
- Игнатьев, Георгий Михайлович — шофёр СМУ Левого берега АТУ-5,
- Клементьев, Василий Михайлович — экскаваторщик СМУ Левого берега,
- Комзин, Иван Васильевич — начальник «КГС»,
- Кормин, Василий Степанович — машинист крана монтажного управления,
- Лебедев, Александр Илларионович — начальник земснаряда треста «Гидромеханизация»,
- Лямин, Василий Федорович — экскаваторщик управления механизации.
- Мануйлов, Николай Данилович — монтажник,
- Марьясов, Владимир Борисович — бригадир электромонтажников,
- Милеант, Сергей Сергеевич — водолаз,
- Михайлов, Алексей Михайлович — машинист бульдозера СУ-830,
- Мурысев, Александр Сергеевич — секретарь парткома,
- Немасев, Сергей Егорович — машинист портального крана,
- Полевой, Андрей Иванович — бригадир комплексной бригады арматурщиков-монтажников,
- Похлёбкин, Николай Иванович — бригадир комплексной бригады монтажников СМУ-2,
- Прохоренко, Дмитрий Фёдорович — начальник участка,
- Разин, Николай Васильевич — главный инженер «КГС»,
- Ремигайло, Иван Викторович — водитель, бригадир комплексной механизированной бригады АТУ-3,
- Робустов, Геннадий Васильевич — монтажник, бригадир комплексной бригады «Автозаводстрой»,
- Рыбаков, Николай Ефремович — машинист экскаватора строительного управления механизированных работ № 5,
- Сиверская, Любовь Стефановна — строитель, бригадир изолировщиков-кровельщиков.

Прочие
- Елизаветин, Алексей Иванович — первый секретарь горкома партии при Куйбышевшгидрострое,
- Потапов, Семён Яковлевич — заместитель начальника по кадрам, главный инженер проектно-строительного института Куйбышевгидростроя,
- Солнцев, Виктор Петрович — тренер по лёгкой атлетике.